# 數位性別暴力
數位性別暴力又稱網路性別暴力，指「透過網路或數位方式，基於性別之暴力行為。」即針對性別而施加他人之暴力或不成比例地影響他人，包括身體、心理或性之傷害、痛苦、施加威脅、壓制和剝奪其他行動自由等。
其類型包括網路跟蹤、惡意或未經同意散布與性/ 性別有關個人私密資料、網路性騷擾、基於性別貶抑或仇恨之言論或行為、性勒索、人肉搜索、基於性別偏見所為之強暴與死亡威脅、招募引誘、非法侵入或竊取他人資料及偽造或冒用身分等10 項。

## 類型及案例
| 類型                                           | 案例 |
| ---------------------------------------------- | --- |
| 1、網路跟蹤                                    | 透過網路資訊反覆跟蹤騷擾、監視他人活動，及違反他人意願進行接觸。2023年南韓實況主播「企鵝妹」柳允進來台灣徒步環島，旅途期間有粉絲觀看直播預測其路線，有名陌生黑衣男子未經許可便尾隨其後長達4小時，其跟蹤行徑引發直播主本人的不適，並報警處理。 |
| 2、惡意或未經同意散布與性/性別有關個人私密資料 | 未經當事人同意，故意散播與性或性別有關的私密資料，包括文字、聲音、圖畫、照片或影像。過去被稱之為「復仇式色情」（英語：Revenge Pornography），但因其字面意涵，容易讓人誤會數位暴力為個人層面的感情糾紛。2022年5月有用戶於臉書萬人社團「霸社」貼出女學生體育課的瑜伽影片，未經女學生本人許可即將含有女學生面容與身形的影片曝光於萬人社團之中，供社團內部成員隨意評論。除了臉書之外Telegram也有大量成人群組將私密影像稱作"資源"並進行發送或交換，部分台灣Telegram外流群 會與賣淫業者(茶莊)合作，利用私密影像吸引人氣之後再投放廣告，增加茶莊生意。 |
| 3、網路性騷擾                                  | 透過網路及社群網站進行性騷擾。2021年7月於台北捷運發生使用手機Airdrop功能進行性騷擾的案件。嫌犯以「防疫小知識」、「搭車注意事項」或「今日頭條」作為標題，以Airdrop傳送自己下體的猥褻照片，造成被害人身心上的不適。此舉動被新聞描述為「科技癡漢」。 |
| 4、基於性別貶抑或仇恨之言論或行為              | 針對他人性別、性傾向、性別認同或行為，進行貶抑、攻擊。藝人鄭家純提告在其相關新聞留下仇恨言論的酸民，其中包含性別貶抑的言論如：「鮑鮑換包包」「北港香爐」等等。 |
| 5、性勒索                                      | 以要揭露他人性私密資料勒索、恐嚇他人。台灣衛生福利部指出性別暴力近年來已不侷限於言語與肢體的實體傷害，加害人可能潛藏於知名社群、遊戲、交友網站內，取得受害者信用後利用其性私密影像進行恐嚇與勒索。為此衛福部於110年成立私ME成人性私密影像處理團隊，簡稱私ME團隊，設置熱線諮詢服務「私ME諮詢熱線」及網路申訴平台「私ME成人遭散布性私密影像申訴服務網」。 |
| 6、人肉搜索                                    | 透過網路搜索取得未經他人同意揭露之私密資料。2023年臉書上以「Risu」為開頭的社團引發爭議與民眾討論，其社團分支分別標榜自拍外流、未滿18不准進、前任自拍流出，藉由risu短網址散佈未經當事人同意的性私密影像。 |
| 7、基於性別偏見所為之強暴與死亡威脅            | 因性別偏見，以強暴或加害生命之事恐嚇他人，使他人心生畏懼者。 |
| 8、招募引誘                                    | 運用網路製作虛假廣告進行工作招募或人口販運。2022年加害者化身女性攝影師，向受害者提出工作邀約。將受害者被迫拍攝的私密照販售於付費色情論壇「創意私房」。 |
| 9、非法侵入或竊取他人資料                      | 非法侵入網路攝影機取得個人影像資料。2022年9月韓人氣團BLACKPINK、防彈少年團的成員Jennie與V其私密照片被駭客竊取，並威脅公開更多私密照片。 |
| 10、偽造或冒用身分                             | 偽造或冒用身分取得他人個人資料，進而威脅、羞辱或詐欺。小玉Deepfake換臉事件：2021年7月網紅「小玉」朱玉宸及其助理莊炘睿利用AI「深偽技術deepfake」，將100多位知名女性民代、網紅與直播主的臉龐，合成至A片女優身上，並於推特建立「台灣網紅挖面」頁面進行販售與獲利。此舉動引起爭議與受害人的不適，最後被警方逮捕進入司法程序。 |

## 歷史與背景
2020年立法委員蘇巧慧提出《性隱私侵害防制條例》完成一讀，起因為辦公室遇到的陳情案件，一位未成年女性與男友分手後，男方把裸照傳給全班同學。此法案主要會定義犯罪行為、罰則以及建立受害者保護機制，規定必須在一天內把傳播內容下架。
2020年韓國發生N號房事件，立法委員范雲、蘇巧慧、吳思瑤、賴品妤、林楚茵等人通力合作，透過定立專法《未經同意散布成人性私密影像防治條例》草案，保障民眾的身體自主權、性自主權、隱私權。立法委員洪孟楷也提出《侵害個人性私密影像防制條例》草案，立委呂玉玲則提出刑法修正草案，強化相關規範與罰則。

## 法律
台灣增修「性暴力犯罪防制四法」，於2023年2月8日公布「中華民國刑法」、「犯罪被害人權益保障法」；2023年2月15日公布「兒童及少年性剝削防制條例」、「性侵害犯罪防治法」。
「中華民國刑法」增訂妨害性隱私及不實性影像罪章，未經他人同意攝錄性影像，最高處3年有期徒刑；以強暴、脅迫攝錄性影像罪，最高處5年有期徒刑；未經他人同意散布性影像罪，最高處5年有期徒刑；製作或散布他人不實性影像（深度偽造）罪，最高處5年有期徒刑。
未經同意遭散布或遭恐嚇威脅散布成人性影像之被害人可直接至衛福部首頁的性影像處理中心提出線上申訴，由中心協助通知網際網路平台業者限制瀏覽或移除性影像，並通知主管機關，透過公權力落實性影像移除下架。
而網際網路平台業者透過性影像處理中心、網路內容防護機構、主管機關、警察機關或其他機關知悉有被害人性影像後，應先行限制瀏覽或移除被害人性影像有關之網頁資料，倘未先行限制瀏覽或移除，目的事業主管機關最高可對其處新臺幣60萬元以下罰鍰，並令其限期改善，屆期未改善者，得按次處罰，並得限制接取該網站。

### 未成年者
「兒童及少年性剝削防制條例」依其手段提高刑責，使兒童或少年被拍攝、自拍、製造性交或猥褻行為之性影像案件，最高可處10年有期徒刑；散布兒少性影像最高可處7年有期徒刑；無正當理由持有兒少性影像則由行政罰修正為刑罰，最高處1年有期徒刑。

## 數據佐證
性暴力防制四法2023年上路，衛福部6月5日公布最新統計，2022年3月至5月的103人，到2023年3至5月達527人，數據成長5倍，與去年同期相比，成人性影像申訴案件被害人數上升。

## 影響與傷害
數位性別暴力所造成的影響，不僅限於「復仇式色情」未經同意散播性私密影像。學者Liz Kelly(1988)提出「性暴力連續體」的概念，意指不同形式的性暴力之間，存在相互的關係。而過去法規、社會、政策只關注特定幾種性暴力形式，有可能忽略其他性暴力所造成的危害。其他性暴力包括偷窺、偷拍、數位修圖AI犯罪、性勒索、性侵犯和強姦。
雖然無論何種性別皆有可能受到網路性別暴力的傷害，但根據數據指出女性占受害者的大多數。而數位性別暴力除了會對身心健康造成影響，其訴訟過程亦會造成經濟負擔、甚至可能訴訟過程中耗費精力無法工作。
而即使犯罪者受到懲罰與逮捕，若無法迅速刪除這些外流於網絡的內容與個資，受害者可能因擔心受到更多的攻擊與評判，造成其「二度傷害」，將長期的影響受害人的身心健康。

## 應對與宣傳
台灣行政院性別平等處，於2021年2月3日發布數位/網路性別暴力之定義、類型及其內涵說明，並將防治數位/網路性別暴力列入「性別平等重要議題」。教育部國教署宣導防治數位性別暴力「五不四要」原則，分別為「不」違反意願、「不」聽從自拍、「不」倉促傳訊、「不」轉寄私照、「不」取笑被害者，以及「要告訴師長、要截圖存證、要記得報警、要檢舉對方」。亦設立網路申訴系統「iWIN網路內容防護機構」與「衛福部私ME成人私密照申訴服務網」，協助被害人撤下外流私密影像。
經歷2023年2月15日《性侵害犯罪防治法》以及《兒童及少年性剝削防制條例》部分條文修正。衛生福利部於新法上路滿月時（3月15日），邀請內政部警政署、法務部以及婦女救援基金會共同向社會大眾呼籲「二要三不」防治宣導，期盼終結性影像犯罪。「二要三不」宣導包括「要」主動求助、境內外平台業者知悉性影像內容，「要」主動下架；及「不」拍、「不」傳、「不」留。
然而過去防治宣導「五不四要」、「二要三不」皆有關於「不拍攝」的宣導，台灣性別平等教育協會(Taiwan Gender Equity Education Association ;TGEEA) 於2023年3月8號記者會表示，擔憂過往「不拍」的宣導會再次落入譴責受害者的處境，並認為談數位性別暴力的起點不應該是「自我保護」，而應該是情感教育。
近年來AI修圖、深偽技術的發展，證明了就算受害者並未參與拍攝，虛假的修圖亦可能造成真實的傷害。
婦女援救基金會強調「裸照外流不是被害人的錯」，以「不點閱」、「不下載」、「不分享」、「不譴責被害人」、「勇於求助」進行防治私密影像外流之宣導。數位女力聯盟則以「五不一主動」原則進行宣導，分別為「不觀看 、不下載 、不轉傳 、不分享 、不持有  、主動檢舉」，以上兩者皆希望數位性別暴力的防治，能把焦點放在譴責並制止加害者行為，而非責備被偷拍、又或是合意自拍卻被外流的受害者。